# 妻木頼保
妻木 頼保（つまき よりやす、寛永14年（1640年） - 宝永4年6月8日（1707年7月7日））は、江戸時代前期の旗本（石高3,000石）。下郷妻木家3代目。妻木重直の長男。母は真田昌幸の六女清光院。通称は平四郎、藤兵衛、伝兵衛、彦右衛門。初名は頼方。子女に妻木頼隆、水谷勝阜室。
江戸に生まれる。徳川家光に仕え、使番、目付代と歴任した。この間高遠城の受け取り役などを務めた。
元禄9年4月10日に東大寺大仏殿再建の調整役の任を負い奈良奉行に就任した。東大寺の公慶は大仏殿を創建当時の十一間を希望していたが、幕府は財政難から七間での進めたかった。父の重直が勘定奉行の時に二月堂の再建に尽力していることから適任とされた。着任後間もなく元禄9年7月25日に着工するが、完成の直前宝永4年に奈良で68歳で没した。嫡男の頼隆が跡を継いだ。